# Riley 12/6
Der Riley 12/6 war ein Pkw von Riley.

## Beschreibung
Es war ein Mittelklassefahrzeug, das Riley 1935 als Nachfolger des Riley 14-6 herausbrachte.
Der Sechszylindermotor mit OHV-Ventilsteuerung des Vorgängermodells wurde auf 1458 cm³ Hubraum verkleinert. Die Limousine hatte das Fahrgestell des Vorgängers und erreichte eine Höchstgeschwindigkeit von 112 km/h.
Bereits nach kurzer Zeit (im gleichen Jahr) wurde das Modell ohne Nachfolger eingestellt.